# Операция «Оз»
Операция «Оз» (ивр. מבצע עוז‎) — военная операция, проводившаяся силами Военно-морских сил Израиля в ночь на 2 января 1949 года в ходе Войны за независимость. Целью операции была попытка вновь перекрыть поставки военной техники и боеприпасов из Египта в южный фронт, взорвав железную дорогу, перевозившую военную технику, после того, как предыдущая попытка, предпринятая неделей ранее в рамках операции «Хатхала», не достигла своей цели, так как взрывчатка, заложенная воинами ВМФ под рельс, не причинила значительного ущерба.

## Проведение операции
Вечером те же патрульные корабли, которые принимали участие в предыдущей попытке операции, направились к побережью Египта. Около 21:00 они прибыли на место. Патрульное подразделение было отправлено на вёсельной лодке для проверки местности и обеспечения продвижения, после получения разрешения патрульного подразделения диверсионные группы высадились на резиновых лодках и направились к берегу. Они дошли до пляжа и начали двигаться к цели, и вдруг без видимых причин один из членов подразделения открыл огонь. Стрельба обнаружила отряд для египтян, и те начали обстреливать диверсантов; возникла большая неразбериха. Члены диверсионного отряда попытались взять ситуацию под контроль и открыть ответный огонь, но командующий отрядом решил отступить, так как считал, что не было никаких шансов, что египтяне не обнаружат груз, который собирались разместить. Войска вернулись обратно, и резиновые лодки быстро достигли кораблей, которые ждали их на некотором расстоянии в море, а оттуда отплыли обратно в Израиль.

### Результаты операции
Операция провалилась, и египетская железная дорога продолжала доставлять технику и боеприпасы армейским силам на фронте, но неудача не имела практических последствий, поскольку эта операция была лишь мелкомасштабной операцией в рамках операции «Хорев», общей целью которой было уничтожение египетской армии и изгнание её из Негева, и эта цель была полностью достигнута в ходе операции «Хорев».